# Myrianthus serratus
Myrianthus serratus är en nässelväxtart som först beskrevs av Trec., och fick sitt nu gällande namn av George Bentham. Myrianthus serratus ingår i släktet Myrianthus och familjen nässelväxter. Utöver nominatformen finns också underarten M. s. letestui.